# 2PM
2PM este o trupă de băieți din Coreea de Sud formată din JYP Entertainment . Membrii actuali sunt Jun.K (cunoscut anterior ca Junsu), Nichkhun, Taecyeon, Wooyoung, Junho și Chansung . Fostul lider Jaebeom a părăsit oficial trupa la începutul anului 2010. 
Istoria 2PM a început când muzicianul coreean Park Jin-young a format o trupă de unsprezece membri cunoscută sub numele de One Day. Până la urmă trupa a fost împărțită în 2PM și un grup similar, dar independent, cunoscut sub numele de 2AM. 2PM a debutat cu piesa "10 Jeom Manjeome 10 Jeom" („10 puncte din 10 puncte”), care și-a prezentat stilurile de dans acrobatic.  Au obținut primul lor număr 1 cu "Again & Again". Ambele single-uri au apărut pe primul lor album de studio, The First Album 1:59 PM, lansat în 2009. Trupa a continuat să lanseze un alt album, cunoscut sub numele de Hands Up, în 2011. Și-au făcut debutul japonez mai târziu în acel an cu Republic of 2PM. După mai bine de un an, grupul a revenit în 2013 cu al treilea album de studio Grown . La începutul lunii septembrie 2014, 2PM s-au întors cu al patrulea album de studio Go Crazy. Pe 15 iunie 2015, 2PM au revenit cu al cincilea album de studio No.5. După multe așteptări, 2PM s-au întors pe 13 septembrie 2016 cu al șaselea album de studio Gentlemen's Game. 

## Discografie
- 01:59PM (2009)
- Hands Up (2011)
- Grown (2013)
- Go Crazy! (2014)
- No.5 (2015)
- Gentlemen's Game (2016)